# Hotel Kaiserhof (Essen)

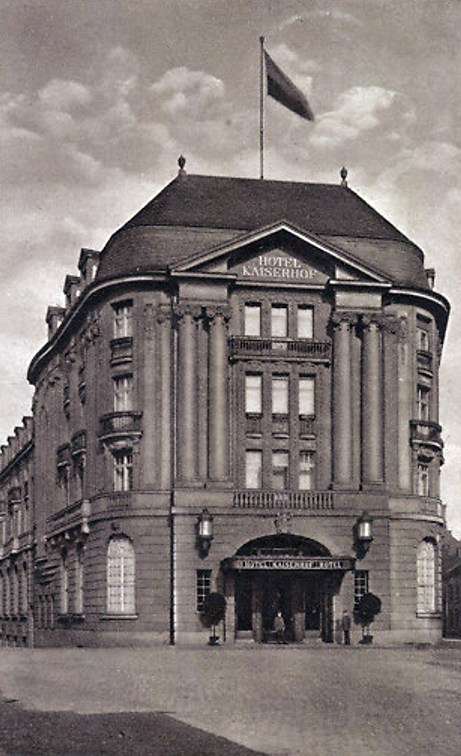
Hotel Kaiserhof in Essen, 1912

Das Hotel Kaiserhof war ein gehobenes Hotel im Stadtkern von Essen. Es wurde 1912 errichtet. Im Zweiten Weltkrieg wurde es schwer beschädigt und später verändert wieder aufgebaut. Schließlich wurde es 1974 abgerissen.

## Baubeginn und Eröffnung
Am 8. Januar 1910 wurde die Essener Hotelgesellschaft m.b.H. Kaiserhof zum Zweck der Ausrüstung, der Einrichtung und des Betriebs eines modernen, großen Hotels gegründet. Die Gesellschafter waren unter anderem Carl Funke, Wilhelm Girardet, Wilhelm Grevel, Otto Knaudt, Otto Krawehl, der Kaufmann Arthur Krawehl, Albert Müller, Julius von Waldthausen und Wilhelm von Waldthausen. Weitere Unterstützer waren die Essener Credit-Anstalt, die Rheinische Bank, der Essener Bankverein, die Rheinisch-Westfälische Bank für Grundbesitz, die Simon Hirschland Bank, die Firma Theodor Goldschmidt, das Rheinisch-Westfälische Kohlen-Syndikat, die Fried. Krupp AG, die Firma Gebr. Hilgenberg sowie die Essener Stadtverwaltung. Im Januar 1911 waren die Abbrucharbeiten auf dem erworbenen Gelände des ehemaligen Kapuzinerklosters soweit fortgeschritten, dass erste Arbeiten zum Bau des Hotels Kaiserhof begannen.
Am 17. April 1912 wurde das Hotel Kaiserhof als Hotel 1. Ranges offiziell eröffnet. Der Unternehmer, Stadtverordnete und Geheimrat Carl Funke hatte als Mitglied und Gründer des Essener Verkehrsvereins den Bau maßgeblich unterstützt. Bereits am 2. April 1912 hielten die Aktionäre der Rheinischen Bank ihre Hauptversammlung dort ab.
Am 23. Juli 1913 wurde die Firma Kaiserhof Essen Hotelgesellschaft mit beschränkter Haftung zu Essen in das Handelsregister des Königlichen Amtsgerichts Essen eingetragen. Als weiterer Geschäftsführer ist der Essener Kaufmann Adolf Schwantje genannt.

## Beschreibung
Erbaut wurde das Hotel in den Formen des Historismus.
Der Haupteingang entstand am damals im Volksmund so genannten Bankplatz, dem heutigen Hans-Toussaint-Platz an der Kreuzung Lindenallee/III. Hagen/Kapuzinergasse. Von dort gelangte man über einen geräumigen Vorraum in eine Vorhalle. Rechter Hand des Vorraums befanden sich die Rezeption und das Zimmer des Hoteldirektors, links des Eingangs die Garderobe und Toiletten. Im Zwischengeschoss gab es unter anderem eine Telefonzentrale, eine Schreibstube und einen Friseur. Durch die Hauptachse des Gebäudes, vom Haupteingang gen Osten, erreichte man durch einen Wintergarten den Speisesaal. Im südlichen Gebäudeteil längs der Lindenallee gab es einen Empfangssalon, ein Lese- und Schreibzimmer sowie drei Säle des Weinrestaurants. Im nördlichen Gebäudeflügel entlang der Kapuzinergasse lagen Konferenzzimmer und der Festsaal, mit separatem Zugang von der Kapuzinergasse aus, sowie Räume für die Essener Börse mit Nebenanlagen und 20 Telefonzellen mit Telegrafenbüro. Auch die Börsenräume verfügten über einen eigenen Zugang. Die Küchenanlagen und einige Ausstellungsräume befanden sich im Untergeschoss. In die drei Obergeschosse gelangte man über eine monumentale Haupttreppe in der Vorhalle und über einen Fahrstuhl. Dort befanden sich verteilt Salons, Logier- und Konferenzzimmer mit Nebenräumen. Die Fremdenzimmer konnten zu Appartements miteinander verbunden werden.
Die Werksteinfassade des Haupteingangs wurde von jeweils zwei Kolossalsäulen korinthischer Ordnung dominiert, die über drei Obergeschosse reichten, und die den Dreiecksgiebel mit dem Namen des Hotels im Giebelfeld trugen. Dazwischen war im ersten Geschoss ein Balkon. Die drei Fenster des dritten Obergeschosses waren mit einem Eisengeländer verbunden.

## Geschichte
Das Hotel Kaiserhof war bis Mitte der 1920er Jahre das Hotel der Industrie. Es wurde für Haupt- und Generalversammlungen diverser Unternehmen und Konzerne genutzt. Es fanden in den Sälen des Hotels zudem kleinere Konzerte statt.
Zu den Gästen zählte man im Laufe der Hotelgeschichte, neben Prominenz aus Politik und Wirtschaft, unter anderem Hans Albers, Gary Cooper, Lil Dagover, René Deltgen, Wilhelm Furtwängler, Johannes Heesters, Paul Hörbiger, Curd Jürgens, Buster Keaton, Zarah Leander, Mireille Mathieu, Elly Ney und Caterina Valente.

### Kapp-Putsch
Nach dem Kapp-Putsch im Jahr 1920 war das Hotel Kaiserhof drei Wochen lang Sitz des Generalstabs der Roten Ruhrarmee.

### Während und nach der Ruhrbesetzung
Das Hotel war im Februar 1923, zur Zeit der Ruhrbesetzung, durch die französischen Besatzer vollständig beschlagnahmt worden. Es beherbergte die Interalliierte Kontrollkommission für die Hütten und Bergwerke (MICUM). Das gesamte deutsche Personal wurde zusammen mit dem Direktor des Hauses verwiesen, da diese sich weigerten, Dienste für die Franzosen zu verrichten. Die Beschlagnahmung des Hotels verursachte der Stadt Essen täglich Kosten in Höhe von einer 3/4 Million Reichsmark. Das Hotelgebäude wurde am 10. April 1924 durch die Besatzungsbehörde wieder freigegeben, wobei jedoch vier Zimmer beschlagnahmt blieben. Nach grundlegender Renovierung stand es ab 5. Juli des Jahres wieder der Öffentlichkeit zur Verfügung. Damit wurden wieder rund 120 Betten für den Fremdenverkehr verfügbar. Insgesamt waren in Essen 700 von 1050 Betten beschlagnahmt. Ebenfalls 1924 fand hier die Generalversammlung der Schwerindustrie statt, von der der Journalist Egon Erwin Kisch, damals bekannt als Der Rasende Reporter, berichtete.
Zudem erhielt das Hotel einen Erweiterungsbau, der im Herbst 1924 in Betrieb genommen wurde. Damit verfügte es über 225 Betten und mehrere Konferenzzimmer. Die Essener Arbeiterzeitung bezeichnete das Hotel Kaiserhof im Jahr 1924 damit als größtes Hotel Westdeutschlands.
Am 17. September 1925 fand im Hotel ein parlamentarischer Abend mit dem Reichspräsidenten Paul von Hindenburg statt. Ebenfalls zugegen waren der Oberpräsident der Rheinprovinz Hans Fuchs und Oberbürgermeister Franz Bracht.

### Zeit des Nationalsozialismus
1931 traf hier der Industrielle Gustav Krupp von Bohlen und Halbach mit Adolf Hitler zusammen. Hitler hat im Kaiserhof mehrfach Gespräche mit Führungspersonen der Groß-Industrie im Ruhrgebiet geführt. Für ihn waren bis 1945 die Räume im ersten Obergeschoss direkt über dem Haupteingang reserviert. Am 30. Oktober 1932, dem Gautag des Gaues Essen war Hitler ebenfalls im Hotel Kaiserhof abgestiegen. 1933 war er zusammen mit Gauleiter Josef Terboven, seinem Generaladjutanten Julius Schaub und dem damaligen Vizekanzler Franz von Papen erneut Hotelgast, als er in deren Beisein in der Ausstellungshalle V am Standort der heutigen Grugahalle eine Rede hielt.
Anlässlich des Flugtages auf dem Flugplatz Essen-Mülheim am 18. März 1934 wohnten Reichsminister Hermann Göring und Stabschef Ernst Röhm im Hotel Kaiserhof. Beide trafen am Hauptbahnhof ein, auf dessen Vorplatz sie von Formationen der SA und SS empfangen wurden. Sie begaben sich zu Fuß durch ein propagandistisch organisiertes Spalier von Menschen über die Lindenallee zum Kaiserhof. In diesem Zuge fand auch eine Gedenkfeier am Wasserturm am Steeler Berg und am Grab des Blutzeugen Fritz Felgendreher in Kray statt.
Zum Gauparteitag der NSDAP, Gau Essen, am 23. und 24. Juni 1934 in Essen, Mülheim an der Ruhr, Duisburg und Oberhausen trafen sich Reichsminister Rudolf Heß, Essens Gauleiter Terboven, Propagandaminister Joseph Goebbels und Reichsleiter Robert Ley im Hotel Kaiserhof.
Anlässlich der Hochzeit des Gauleiters von Essen, Josef Terboven mit Ilse Stahl, einer ehemaligen Sekretärin von Joseph Goebbels, am 28. Juni 1934 im Essener Münster, an der Adolf Hitler und Hermann Göring als Trauzeugen teilnahmen, wohnten diese im Hotel Kaiserhof. Sie trugen sich auch als erste in das Essener Stahlbuch ein, mit dem Satz: Es soll ein Ausdruck dafür sein, daß heute mit dem Dritten Reich und diesem Buch eine neue Epoche der Stadt eingeläutet wird. Nebenbei traf Hitler Gustav Krupp von Bohlen und Halbach und Fritz Thyssen im Hotel Kaiserhof. Das war am Vortag des Röhm-Putsches, als Hitler Führungskräfte der Sturmabteilung (kurz SA) einschließlich des Stabschefs Ernst Röhm ermorden ließ. Direkt in der Nacht vom 30. Juni 1934 reiste Hitler von Essen nach Bad Wiessee, um Röhm persönlich zu verhaften, dem er Selbstmord befahl. Kurz darauf wurde Röhm jedoch durch Theodor Eicke erschossen. Fritz Thyssen distanzierte sich infolge und baute ein Geschäftsverhältnis zur jüdischen Simon Hirschland Bank unweit des Hotels Kaiserhof auf.

#### Abtrennung des Hotels Reichshof
Das Hotel Kaiserhof verfügte über 250 Betten. Durch die vergangenen, wirtschaftlich schwierigen Jahre war es selbst bei großen Veranstaltungen kaum ausgelastet. Man wollte ein breiteres Publikum im wichtigen Fremdenverkehr sowie einen Anstieg bei beruflich bedingten Übernachtungen erreichen. So wurde Ende 1934 der östliche Quertrakt des Hotels Kaiserhof zwischen Lindenallee und Kapuzinergasse abgetrennt und zu einem eigenen Hotel mit dem Namen Reichshof umgestaltet. Es bot etwa 90 Zimmer, die baulich bereits kleiner waren, und grenzte sich jetzt durch einfachere Ausstattung zu günstigeren Preisen und mit einem eigenen Restaurant vom Hotel Kaiserhof ab, das weiterhin als vornehm und erstklassig galt.

### Kriegsschäden und Nachkriegszeit
Im Zweiten Weltkrieg wurde der westliche Gebäudeteil, in dem sich der Haupteingangsbereich befand, durch Fliegerbomben zerstört. Dieser Teil wurde später vereinfacht wieder aufgebaut. Die klassizistischen Elemente der Säulen und des Giebels entfielen. Entsprechend dem Zeitgeist wurde die Fassade geradlinig neugestaltet. Die bisherigen drei Obergeschosse erhielten ein viertes, das zuvor nur als Dachgeschoss ausgeführt war. Über diesem vierten Obergeschoss war mittig wieder der Schriftzug Kaiserhof installiert worden. Der Haupteingangsbereich wurde vom so genannten Bankplatz in die Lindenallee verlegt und über ihm der Schriftzug Kaiserhof – Reichshof angebracht.
1951 wurde direkt vor dem einstigen Haupteingang des Kaiserhofs ein eingeschossiger, gläserner Verkaufspavillon für die Fahrzeug-Werke Lueg nach Plänen des Architekten Emil Fahrenkamp angebaut.

### Abbruch und Nachnutzung des Geländes
Der Kaiserhof wurde nach Versteigerung des Inventars 1974 abgerissen. Im Anschluss baute hier die Bank für Gemeinwirtschaft 1976 ein Bürogebäude, das seit 2004 unter anderem die SEB-Bank beherbergte und heute unter anderem Sitz einer Filiale der Santander-Bank und des Studios von Radio Essen ist.